# Protonemura ressli
Protonemura ressli är en bäcksländeart som beskrevs av Peter Zwick 1971. Protonemura ressli ingår i släktet Protonemura och familjen kryssbäcksländor. Inga underarter finns listade i Catalogue of Life.